# Raimo Ilaskivi
Raimo Ilaskivi (ur. 26 maja 1928 w Ruokolahti) – fiński polityk, ekonomista i samorządowiec, w latach 1979–1991 burmistrz Helsinek, deputowany do Eduskunty, poseł do Parlamentu Europejskiego IV kadencji.

## Życiorys
Studiował nauki społeczne i polityczne na Uniwersytecie Helsińskim, uzyskując w 1958 stopień doktora. Długoletni pracownik naukowy tej uczelni, od 1959 na stanowisku wykładowcy. Pracował także na kierowniczych stanowiskach w prywatnych przedsiębiorstwach, bankach, organizacjach gospodarczych i Helsińskiej Giełdzie Papierów Wartościowych.
Zaangażował się w działalność polityczną w ramach Partii Koalicji Narodowej. W latach 1957–1979 był członkiem helsińskiej rady miejskiej. Od 1962 do 1975 pełnił funkcję posła do Eduskunty. W latach 1979–1991 sprawował urząd burmistrza Helsinek.
W 1994 bez powodzenia kandydował na urząd prezydenta, otrzymując w pierwszej turze głosowania 15,2% głosów. W 1996, w pierwszych po akcesie Finlandii do Unii Europejskiej wyborach, uzyskał z ramienia Partii Koalicji Narodowej mandat posła do Europarlamentu IV kadencji, który wykonywał do 1999, należąc do frakcji chadeckiej.